# Lucknow
Lucknow (hindi: लखनऊ, urdu: لکھنؤ) és una ciutat i corporació municipal de l'Índia, capital de l'estat d'Uttar Pradesh, del districte de Lucknow i de la taluka de Lucknow. La població al cens del 1991 era d'1.669.204 habitants, al cens del 2001 de 2.266.933, i l'estimació de 2009 és de 2.685.528 habitants (aquestes dades estan referides a la corporació municipal, que inclouen principalment la ciutat i el camp militar; estrictament la ciutat té una població al cens del 2001 de 2.185.000 habitants). La transcripció més fidel de l'hindi al català seria "Làcnau".

## Història

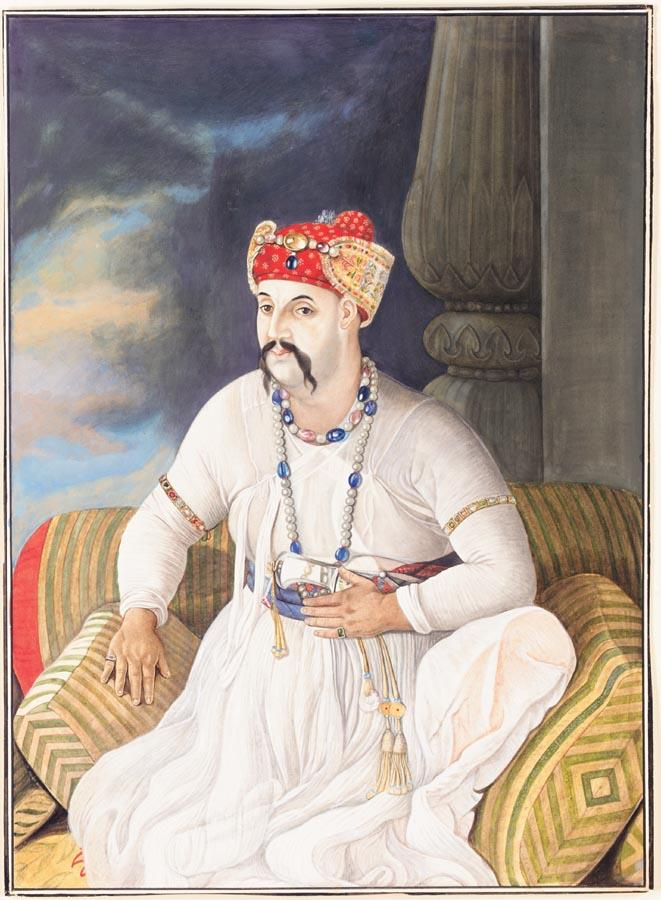
Nawab Asaf-Ud-Dowlah (1775-1797)

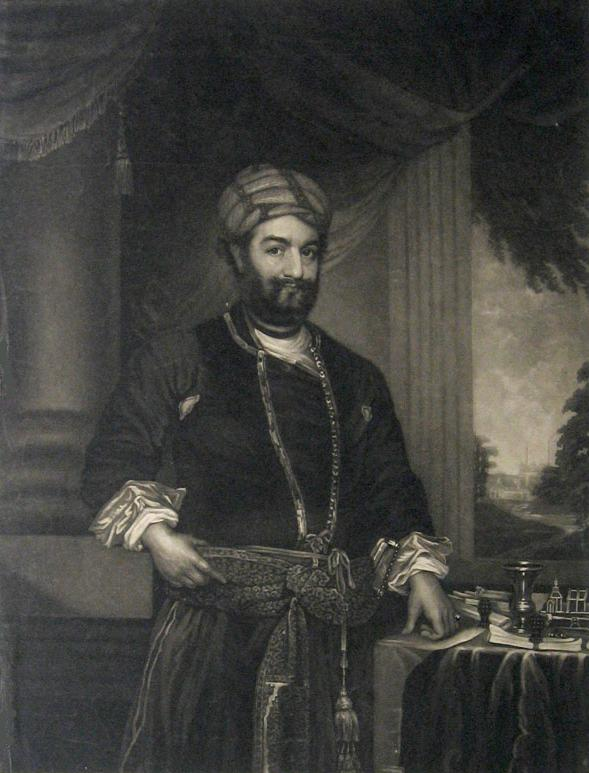
Nawab Saadat Khan

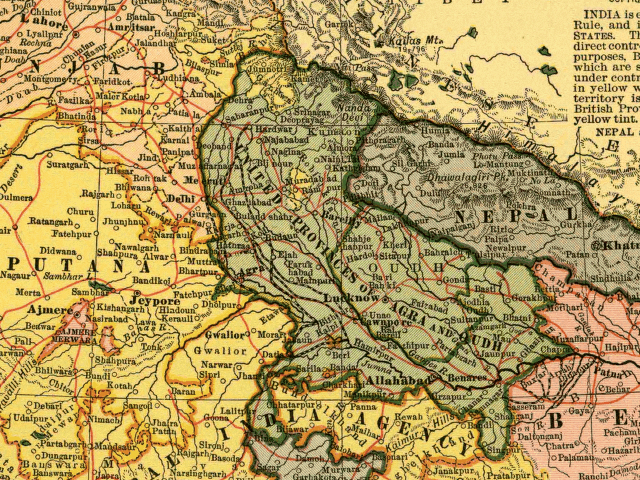
Provínces Unides d'Agra i Oudh, 1903

La llegenda atribueix la fundació de Lucknow a Lakshmana, germà de Rama Chandra d'Ayodhya, i connecta amb altres llocs del Mahabharata. Al segle X el territori estava dominat pels bhars que mai van ser conquerits pels sobirans de Kanauj; als primers anys del segle xi Sayyid Salar Masud, de la dinastia gaznèvida hi va fer diverses incursions però mai va arribar a dominar la zona. Al final del segle xi o al segle xii van arribar els rajputs; Jai Chand de Kanauj fou enderrocat per Shahab al-Din el 1194 i la darrera gran dinastia hindú del nord de l'Índia va desaparèixer i va començar la penetració musulmana molt lenta, de vegades per mitjà de senyors rajputs vassalls, com els punwars de Itaunja (Mahona) i els chauhans d'Amosi.
Des del segle xiii la ciutat de Lucknow va passar per mans dels sultans de Delhi, els sultans de Jaunpur, altre cop Delhi (1483), l'Imperi Mogol (1526-1540), la dinastia Suri (1540-1555), l'Imperi Mogol per segona vegada, els nawabs d'Oudh, la Companyia Britànica de les Índies Orientals, i l'Imperi Britànic (British Raj), fins a la independència de l'Índia.
Inicialment els rajputs van dominar el territori, però Lucknow va quedar en mans dels musulmans shaykhs que hi van construir una fortalesa i es diu que el nom de la fortalesa va derivar de Likhna, l'arquitecte. Al segle xv un dels shaykhs locals, de nom Shah Mina, era conegut per la seva pietat i la seva tomba encara és objecte de visita (especialment quan algú té pendent un cas al jutjat). Després d'estar uns anys sota dependència del sultà de Jaunpur, el 1483 va retornar sota autoritat de Delhi. El 1526 Humayun, fill de Baber la va ocupar però la va abandonar poc després; el 1528 Baber mateix la va conquerir per segon cop. Pocs anys després Humayun hi va derrotar a les seves proximitats a Mahmud Lodi, germà del darrer sultà de Delhi. El 1540 va passar a mans dels Suris sota els que va començar a adquirir importància.
Sota Akbar fou escollida com a capçalera d'un sarkar però el seu creixement demogràfic no fou especialment notable fins al segle xviii. El 1719 la subah d'Oudh, província sota un governador mogol (nazim), fou concedida a un aventurer persa de nom Burhan al-Mulk, conegut com a Saadat Khan que el 1722 va establir la seva cort a Faizabad prop de Lucknow. Aquesta tenia importància estratègica perquè controlava el Doab, la plana fèrtil entre el Ganges i el Yamuna. Saadat rarament va residir a Lucknow; el seu gendre Safdar Jang va construir un fort a Jalalabad a uns 5 km al sud de la ciutat, per controlar als rajputs de Baiswara, i un pont de pedra sobre el Gumti; també va reconstruir la fortalesa de Lakhsman Tila, coneguda com a Machchhi Bhawan o Palau del Peix, per la qual cosa aquest símbol va passar a l'estendard. Shuja al-Dawla, el tercer nawab, tenia residència a Faizabad i fou derrotat pels britànics quan es va aliar a Mir Kasim el nawab de Bengala, a la batalla de Buxar, havent de cedir part dels seus territoris i pagar una forta indemnització. El 1773 fou nomenat un resident britànic. Durant el regnat dels tres primers nawabs, Lucknow es va engrandir però pocs monuments s'hi van construir.
Amb el nawab Asaf al-Dawla Lucknow fou declarada capital. Fou un filantrop que va dotar a Lucknow amb el seu llegat arquitectònic i cultural principal incloent diversos monuments destacats com el Bara Imambara (on fou enterrat), el Chhota Imambara i el Roomi Darwaza (Porta Turca), en el que s'ha anomenat l'estil o cultura Ganga-Jamuni tehzeeb. L'edifici després anomenat La Residència (seu del resident) fou també obra seva, així com el palau de Bibiapur, als afores entre molts altres edificis.
Saadat Ali Khan, germanastre d'Asaf al-Dawla va cedir molt de territori als britànics a canvi de la seva protecció; a partir del seu regnat el poder britànic fou total i els sobirans s'Oudh no gaudien de gaire poder. Es van seguir construint palaus, temples i altres monuments però en estil sovint extravagant, amb aportacions fins i tot d'arquitectura europea. Saadat Ali Khan va construir el Farhat Bakhsh o "Donant de Plaer" que fou la principal residència reial fins al darrer rei Wajid Ali Shah, que va construir Kaisar Bagh. Saadat Ali va construir també les parts de la ciutat que s'estenen a l'est del Machchhl Bhawan, i nombrosos petits palaus entre els quals el de Dilkusha.
Ghazi al-Din Haidar (1814), fill de Saadat All Khan, va agafar el títol de rei en lloc de nawab. Va construir per les seves esposes els dos palaus anomenats Gran i Petit Chhattar Manzil (Parasol o Palau de la Volta), i destacats mausoleus al seu pare i mare, i el de Shah Najaf, on ell mateix fou enterrat. Altres monuments d'aquest sobirà són el Moti Mahal, el Mubarak Manzil, i el Shah Manzil. Va intentar construir un canal de reg des del Ganges però no se'n va sortir.
Nasir al-Din Haidar (1827) fill de l'anterior, va fundar el Tarawali Kothi o "observatori" sota supervisió del coroenl Wilcox, astrònom reial, a la mort del qual el 1847, el lloc va entrar en decadència i fou malmès durant el motí de 1857 quan fou quarter del cap rebel de Faizabad, Ahmadullah Shah, i on es reunia el consell dels rebels. Va construir també una gran karbala a Iradatnagar, on està enterrat.
Muhammad Ali Shah (1837), oncle de Nasir al-Din Haidar, va construir el seu propi monument, Husainabad Imambara, ja notablement degenerat, i va deixar pendent d'acabar el Sat Khanda o "Set Torres" de les que només la quarta fou acabada. Muhammad Ali va construir també una mesquita propera al seu mausoleu, però el pati i alguns edificis annexos no es van acabar i la mateixa mesquita va restar durant molts anys inacabada.
Amjad Ali Shah (1842), va construir també el seu propi mausoleu a Hazratganj, i un pont de ferro al Gumti que havia portat Ghazi al-Din Haidar d'Anglaterra però havia mort quan va arribar. El seu fill Nasir al-Din el va fer posar en una posició inadequada i les tasques van quedar aturades a l'espera de més peces, fins que governava Amjad Ali.
Wajid Ali Shah, el darrer sobirà (1847-1856), va construir el Kaisar Bagh, el més gran, cridaner i decadent de tots els palaus de Lucknow; es va iniciar el 1848 i acabar el 1850 amb un cost de 80 lakhs. Només una part es conserva.
Amb l'annexió el 1856, el resident, el general Outram, i C. C. Jackson, van agafar el govern fins a l'arribada de Sir Henry Lawrence que es va produir el 20 de març de 1857 només dos mesos abans de l'esclat de la rebel·lió dels sipais a Meerut. Lucknow tenia guarnició (el regiment britànic 32, una companyia europea d'artilleria, el regiment nº 7 de cavalleria nativa, i els regiments 13, 48 i 71 d'infanteria nativa a més de dos contingents irregulars d'infanteria local, dos de cavalleria nativa i dos bateries natives, i un contingent de policia militar) amb proporció de només 10% europeus. L'abril del 1857 es van donar els primers simptomes d'agitació quan fou cremada la residència del cirurgià. Lawrence va fer fortificar la residència i acumular queviures. El 20 d'abril alguns regiments van refusar obeir ordes amb excuses religioses però foren convençuts finalment sent desarmats el 3 de maig; el 12 de maig va fer una crida a la lleialtat quan ja s'havia produït el motí a Meerut. El 19 de maig Lawrence va rebre al comandant militar d'Oudh i es va decidir fortificar la residència on van instal·lar a dones i nens. El 30 de maig va esclatar la revolta quan es va rebel·lar el regiment 71 i elements d'altres, matant als oficials i presoners. Foren dispersats pels europeus però altres es van sumar a la revolta i es van dirigir a Sitapur. L'11 de juny la cavalleria es va revoltar i se li van unir altres unitats d'infanteria. El dia 12 de juny ja no quedava cap punt de l'Oudh en poder dels britànics excepte Lucknow. Lawrence es va posar malalt i va delgar els seus poders en un consell de cinc presidit pel comissionat de finances Gubbins. El 20 es va saber la caiguda de Cawnpore. El 29 de juny els rebels van atacar Chinhat, prop de Faizabad a 12 km der Lucknow. Lawrence, que havia reassumit el comandament, va enfrontar a l'enemic en aquest lloc, però fou derrotat al desertar l'artilleria i es va haver de retirar, quedant assetjat a la residència (juliol). El 2 de juliol Lawrence fou assassinat per un criat (va morir dos dies després, per les ferides) i el va succeir el major Banks (comandament civil) i el general Liglis (militar). L'assalt del dia 20 fou rebutjat; Banks va morir d'un tret el dia 21 i Inglis va agafar els dos comandaments; un segon assalt el 10 d'agost, fou també rebutjat, i igualment el tercer el dia 18. El 5 de setembre les forces d'ajut sota comandament d'Outram i Havelock es van dirigir a la ciutat; el dia 22 van arribar a Alambagh, en mans rebels, que fou assaltada, i el 26 era davant la residència; en l'acció va morir el general Neill davant la posició. Outram va agafar el comandament que havia cedit a Havelock i va fer fortificar la residència i va ampliar la zona de defensa, però les forces no eren suficients per passar a l'ofensiva i altre cop va començar el setge. Els britànics van mantenir la posició i encara van fer una sortida cap Alambagh. El 10 de novembre Sir Colin Campbell va avançar des de Cawnpore i va arribar a Alambagh que va ocupar el dia 12, i després el palau Dilkusha a l'est de Lucknow, i la Martiniere, barri fortificat pels rebels; el 16 va atacar Sikandra Bagh, posició central dels rebels, i aquestos es van retirar després d'unes hores de lluita. El segon alliberament de la residència es va produir poques hores després. Era no obstant impossible defensar Lucknow i Colin Campbell va decidir retornar cap a Cawnpore; el dia 20 l'exèrcit de socors i els civils van abandonar Lucknow cap a Alambagh i Cawunpore i els rebels van ocupar finalment la residència. Havelock que tornava a tenir el comandament, va morir de disenteria a Alambagh i Outram el va succeir i va mantenir Alambagh mentre la resta marxava cap a Lucknow. A Alambagh van quedar assetjats per trenta mil sipais i 50.000 voluntaris però una vegada Cambell va quedar lliure després de deixar als civils a Cawnpore, va tornar cap a Lucknow, va ocupar Faizabad i va entrar a la ciutat després d'una setmana de lluita (9 a 15 de març de 1858) ocupant totes les posicions enemigues. El governador general va visitar Lucknow el 18 d'octubre.
La municipalitat es va formar el 1862. Lucknow va romandre capital del Comissionat d'Oudh fins al 1877 quan el càrrec va quedar unit al de tinent governador de les Províncies del Nord-oest. Les dues entitats es van unir en una sola província el 1901. Va ser capital províncial fins al 1920 quan aquesta condició es va traslladar a Allahabad. El 1947 fou designada capital de la província d'Uttar Pradesh (estat el 1950).

## Geografia
El clima és humit i subtropical amb dies freds i hiverns secs del desembre al febrer (màxima 21 graus, mínima 3 graus), i estius calorosos de l'abril al juny (fins a 40-45 graus amb mitjana vers 35 graus). L'estació de les pluges és de juny a setembre. Les dades principals apareixen al diagrama de la dreta:

## Demografia
- 1891: 273,028
- 1869: 284.779
- 1881: 261.303
- 1891: 273.028
- 1901: 264.049
- 1981: 1.007.604
- 1991: 1.669.204
- 2001: 2.245.509 o 2.266.933
- 2009: Les estimacions van entre 2.685.528, 3.226.000, i 4.500.000.

## Administració
L'administració local està sota autoritat del col·lector del districte designat pel Indian Administrative Service, i correspon a la Corporació Municipal de Lucknow dirigida per un alcalde (major). La Lucknow Development Authority té autoritat sobre la corporació (ciutat de Lucknow, cantonament i alguna altra zona) així com sobre la major part del districte de Lucknow. Hi ha caps de policia o de bombers

## Llocs interessants

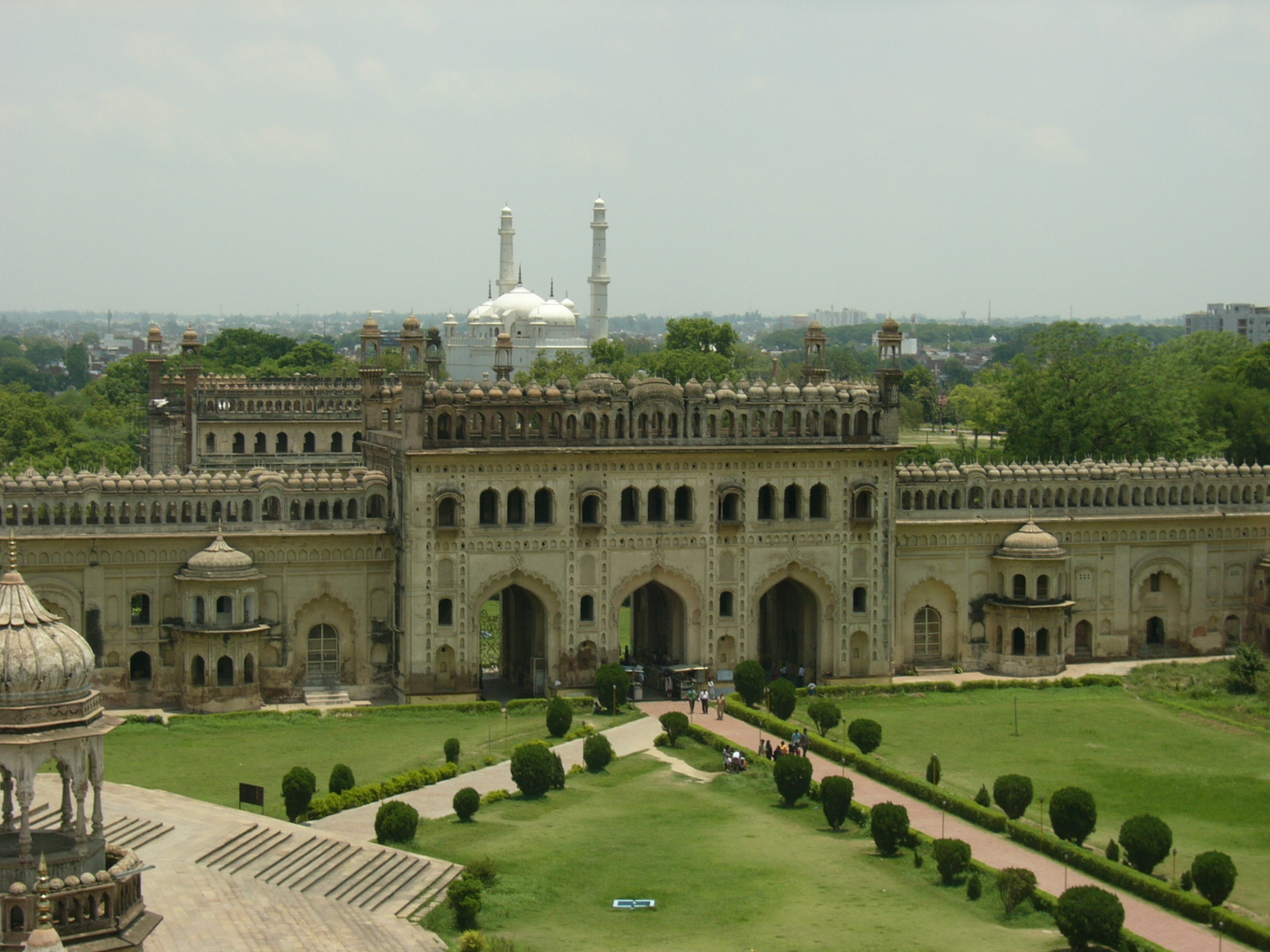
Camí a Bara Imambara

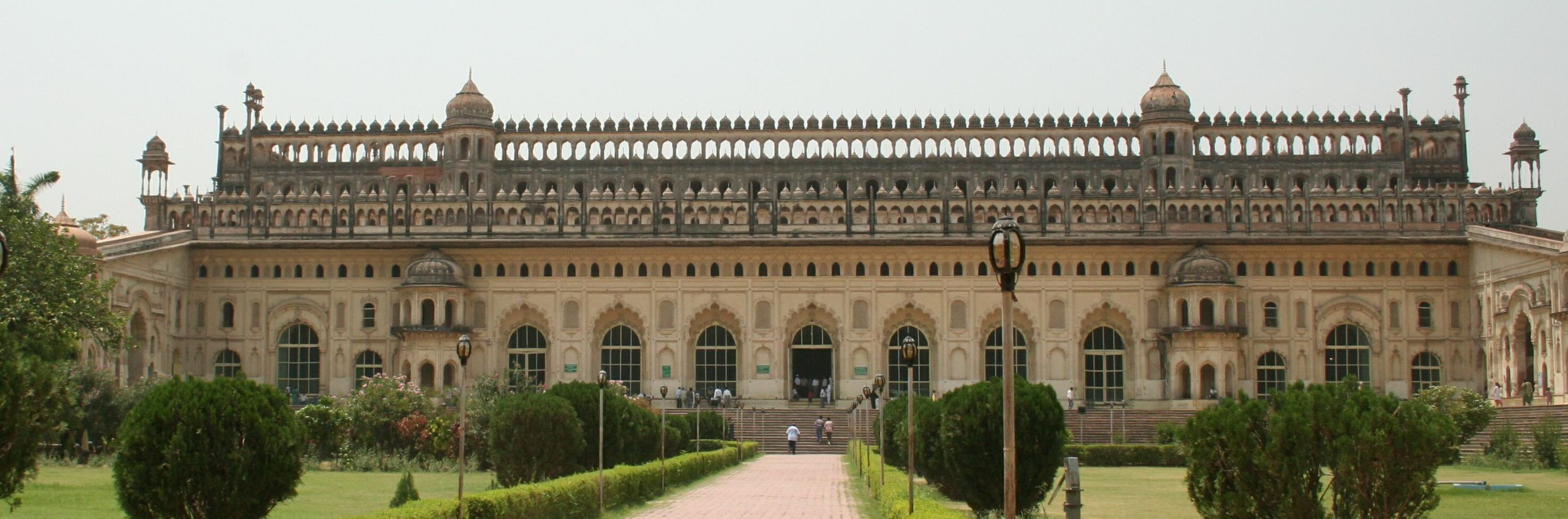
Bara Imambara

- Asafi Imambara (Bara Imambara), capella
- Chhota Imambara, mausuleu
- La Residència
- Shah Najaf
- Bhul Bhulaiyan (Laberint), part de l'Asafi Imambara
- Galeria d'art
- Chattar Manzil
- Museu de l'estat
- Zoo de Lucknow
- Shaheed Smarak
- Dilkusha
- Monument d'Ambedkar
- Planetarium
- Baradari
- Ram Krishna Math
- Vidhan Sabha (Assemble legislativa de l'estat)
- Torre del rellotge
- Estació de ferrocarril de Charbagh
- Catedral de Sant Josep
- Escola de La Martiniere
- Col·legi de Saint Francis
- Convent de Loreto
- Col·legi Colvin
- Col·legi de l'Església de Crist
- Parc d'Ambedkar
- Parc Lohia a Gomti Nagar
- Parc Swarn Jayanti
- Parc Aurobindo a Indiranagar
- Parc Dilkusha
- Part de la begum Hazrat Mahal
- Parc del Globus
- Parc Mukherjee Phuhaar
- Parc Haathi
- Parc Buddha
- Parc Neebu
- Jardins Botànics a la riba del Gomti
- Parc Kukrail (del Cocodril), reserva natural
- Gharial, centre de rehabilitació de cocodrils
- Moosa Bagh (lloc de pícnic)
- Utretia (lloc de pícnic)
- Katarnia Ghat
- Parc Nacional de Dudhwa National
- Nawabganj Bird Sanctuary
- Samaspur Bird Sanctuary.
- Bazar d'Aminabad
- Mercat de Chowk
- Mercat de Nakhhas
- Mercat d'Alambagh
- Mercat de Kapoorthala
- Mercat d'Indiranagar
- Mercat de Mahanagar
- Mercat de Nishatganj
- Hazratganj, àrea comercial
- Aeroport Internacional d'Amausi a 20 km.

## Persones de Lucknow
- Cliff Richard

## Agermanaments
- Mont-real, Canadà
- Brisbane, Austràlia